# Park Theatre
Park Theatre var en teater i staden New York i USA, aktiv mellan 1798 och 1848. Den uppfördes för att ersätta John Street Theatre. Det var länge stadens enda teater fram till grundandet av Chatham Garden Theatre (1824) och Bowery Theatre (1826), och omtalad för att ha varit populär bland societeten. Den brann ned 1848. 